# Ципикан (посёлок)
Ципика́н — посёлок в Баунтовском эвенкийском районе Бурятии. Входит в Багдаринское сельское поселение. До 2017 года являлся административным центром сельского поселения «Ципиканское».

## География
Расположен на левом берегу реки Ципикан, на автодороге местного значения Багдарин — Курорт Баунт, в 70 км севернее районного центра — села Багдарин.

## Население
| 2002 | 2010 |
| ---- | ---- |
| 93   | ↘69  |

## История
В 1859 году на месте нынешнего посёлка был основан прииск Первоначально-Воскресенский. В 1930 году на его основе создано государственное предприятие. Посёлок стал центральной базой комбината «Баргузинзолото».